# L'uomo invisibile (serie televisiva 1975)
L'uomo invisibile (The Invisible Man) è una serie televisiva statunitense in 13 episodi trasmessi per la prima volta nel corso di una sola stagione dal 1975 al 1976.
È una serie d'avventura a sfondo fantascientifico ispirata al romanzo di H. G. Wells L'uomo invisibile e incentrata sulle vicende del dottor Daniel Westin che trova un metodo per diventare invisibile.

## Trama
Nell'episodio pilota il dottor Daniel Westin lavora per una compagnia chiamata Klae Corporation, che sta facendo esperimenti di disgregazione molecolare. Scopre che l'effetto collaterale del suo lavoro è la capacità di far diventare gli oggetti invisibili e cerca di trovare applicazioni mediche per la sua invenzione. Egli scopre che gli oggetti resi invisibili ricompaiono dopo poche ore e su alcuni cani utilizzati come cavie i collari che indossano ricompaiono prima delle cellule degli animali stessi. Ossessionato dalla sua invenzione, Daniel decide di diventare egli stesso invisibile, in parte per dimostrare che un essere umano può sopravvivere al processo, e anche per testare un siero che ha sviluppato che inverte l'invisibilità.
Egli rivela i risultati dei suoi esperimenti al suo capo Walter Carlson, che inizialmente non resta impressionato da quello che vede a causa dei milioni spesi per la creazione del disintegratore nucleare, ma si mostra più interessato quando si rende conto che la penna di Daniel disintegrata in realtà è ancora lì ("Sai quello che hai qui?", "Una penna invisibile...", "No, eserciti invisibili ... "). Il capo di Westin sostiene così il progetto per scopi militari, e nel corso della discussione viene rivelato che il Pentagono ha fornito il finanziamento per la ricerca di Daniel e che i militari sono già a conoscenza dei risultati. Daniel cerca poi di distruggere la sua invenzione entrando furtivamente nel laboratorio. Per fuggire si rende invisibile per una seconda volta, prima di far scattare un sovraccarico elettrico che distrugge l'apparato. Ma scopre che il processo è instabile e che non può più tornare al suo stato visibile dato che il siero è inefficace. Si reca dal suo amico, il dottor Nick Maggio (Henry Darrow), un abile chirurgo plastico, che gli fornisce un travestimento con una maschera e un paio di guanti con un materiale speciale chiamato Dermaplex, che ha le stesse proprietà della pelle umana. Ciò consente a Daniel di apparire in pubblico ma l'effetto collaterale è che Daniel deve cambiare la maschera periodicamente perché, come afferma il dottor Maggio, "la barba sarà tua nemica e il prurito ti farà impazzire."
Con la conclusione del pilot, la mancanza di stabilità rende il processo di fatto inutile per le applicazioni commerciali o militari, e la Corporation Klae viene persuasa da Westin a reimpiegarlo nella ricerca, nonostante la sua condizione, e quindi la serie inizia da questo punto. Daniel cerca di perfezionare il suo lavoro e al tempo stesso di trovare una cura o un siero.
Ci sono sottili differenze tra il pilot e la serie. Nell'episodio pilota Westin viene descritto come una figura tragica, "vittima" del processo di invisibilità che, nonostante i suoi continui sforzi, rimane praticamente invisibile per tutto il tempo e deve utilizzare la tecnologia per essere visibile (a differenza di tutte le altre produzioni televisive sull'uomo invisibile in cui l'eroe può diventare visibile a suo piacimento o dopo un tempo predeterminato). La serie risulta più leggera e divertente, con gag legate all'invisibilità che spesso mettono da parte il lato tragico della situazione di Westin.

## Personaggi e interpreti
- Dottor Daniel Westin (13 episodi, 1975-1976), interpretato da David McCallum.
- Dottoressa Kate Westin (12 episodi, 1975-1976), interpretata da Melinda O. Fee.
È la moglie di Daniel.
- Walter Carlson (11 episodi, 1975-1976), interpretato da Craig Stevens.
È il capo di Daniel alla Klae Corporation.
- Brian Kelley (2 episodi, 1975), interpretato da Paul Kent.
- Nick Maggio (1 episodio, 1975), interpretato da Henry Darrow.
È un chirurgo plastico e amico di Daniel.

## Produzione
La serie, ideata da Harve Bennett, fu prodotta da Silverton Productions e Universal TV. Le musiche furono composte da Richard Clements, Henry Mancini e Pete Rugolo.

### Registi
Tra i registi della serie sono accreditati:
- Alan J. Levi (6 episodi, 1975-1976)
- Sigmund Neufeld Jr. (3 episodi, 1975)
- Robert Michael Lewis (2 episodi, 1975)
- Leslie Stevens

## Distribuzione
La serie fu trasmessa negli Stati Uniti dal 6 maggio 1975 (pilot) e dall'8 settembre 1975 (1º episodio) al 26 gennaio 1976 sulla rete televisiva NBC. In Italia è stata trasmessa su RaiUno con il titolo L'uomo invisibile.
Alcune delle uscite internazionali sono state:
- negli Stati Uniti il 6 maggio 1975 (pilot) e l'8 settembre 1975 (1º episodio) (The Invisible Man)
- nel Regno Unito il 26 settembre 1975
- in Belgio il 14 gennaio 1976
- in Francia il 24 aprile 1976 (L'homme invisible)
- nei Paesi Bassi il 4 giugno 1976 (De onzichtbare man)
- in Germania Ovest (Der Unsichtbare)
- in Finlandia (Näkymätön mies)
- in Ungheria (A láthatatlan nyomozó)
- in Italia (L'uomo invisibile)

## Episodi
| Stagione       | Episodi | Prima TV USA |
| -------------- | ------- | ------------ |
| Prima stagione | 13      | 1975-1976    |